# Kościół unicki
Kościół unicki (Unici) – chrześcijańska wspólnota wyznaniowa, która przyłączyła się do Kościoła katolickiego na podstawie wzajemnej umowy wyznań i zachowując własny ryt liturgiczny, przyjmuje jednocześnie prymat papieża. Obok uznania prymatu papieża warunkiem koniecznym zawarcia unii jest istnienie sukcesji apostolskiej we wspólnocie aspirującej do katolicyzmu oraz apostolskiego symbolu wiary. Kościoły unickie zachowują częściową lub pełną (sui iuris) autonomię co do własnej organizacji – zależnie od ustaleń umowy.

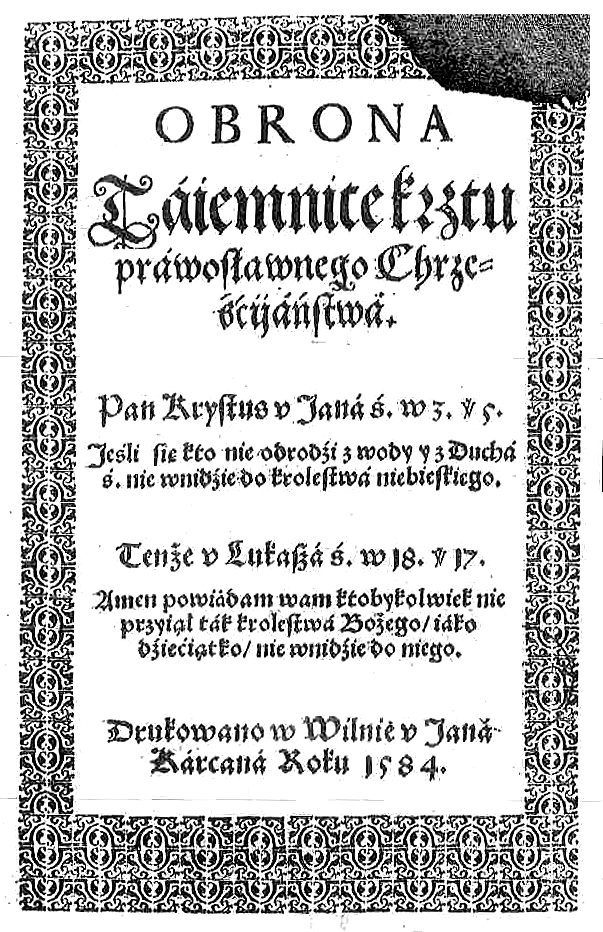
Polemiczny druk unicki Andrzeja Chrząstowskiego wydany w Wilnie w 1584 roku.

Do unii katolickiej może przystąpić cała wspólnota wyznaniowa lub tylko jej część.
Praktyka zawierania unii ma długotrwałą tradycję i związana była ze schizmami oraz separatyzmem pierwszych patriarchatów. Nasiliła się jednak i przyjęła formę formalną po schizmie wschodniej w 1054.
Głównym zarzutem stawianym przeciwko praktyce unii jest prozelityzm.
W Polsce unitami potocznie określa się wiernych obecnego Kościoła greckokatolickiego (niegdyś Kościoła unickiego, powstałego w Rzeczypospolitej po unii brzeskiej) oraz Kościoła katolickiego obrządku bizantyjsko-słowiańskiego.
Nie należy utożsamiać wszystkich katolickich Kościołów wschodnich z Kościołami unickimi, ponieważ pojęcia te nie są wymienne. Istnieją bowiem Kościoły, które formalnie nigdy nie zerwały łączności ze Stolicą Apostolską, więc i formalna unia kościelna nie była potrzebna (np. maronici, których łączność z Rzymem potwierdzono w 1182, lub Kościół italo-grecki).
Procesy zjednoczeniowe odbywały się również w Kościołach niekatolickich. Przykładem mogą być Kościoły ewangelicko-unijne.

## Wybrane Kościoły unickie
- Kościół katolicki obrządku ormiańskiego – unia zawarta została w 1195
- Kościół chaldejski – 1245
- Kościół katolicki obrządku etiopskiego – 1431
- Kościół unicki w I Rzeczypospolitej – 1596
- Syromalabarski Kościół katolicki – 1599
- Kościół melchicki – 1709
- Słowacka cerkiew greckokatolicka – 1771
- Kościół katolicki obrządku koptyjskiego – 1814
- Kościół katolicki obrządku bizantyjsko-rosyjskiego – 1905
- Grecki Kościół katolicki – 1911
- Kościół katolicki obrządku bizantyjsko-słowiańskiego – 1924
- Syromalankarski Kościół katolicki – 1930